# Carl Edwards
Pour le joueur de baseball, voir Carl Edwards, Jr..
Statistiques en NASCAR Cup Series
Dernière mise à jour : 5 mars 2017 
Carl Edwards est un pilote américain de NASCAR Cup Series né le 15 août 1979 à Columbia, Missouri.

## Carrière
Il pilote la Toyota no 19 de la Joe Gibbs Racing. Son sponsor principal est la compagnie Arris. Edwards est connu pour célébrer ses victoires par un saut périlleux arrière depuis la portière de sa voiture. En 13 saisons de présence dans le championnat principal de la NASCAR entre 2004 et 2016, il remporte 28 courses et sa meilleure performance au classement général est une 2e place en 2008 et en 2011.

## Activités extra sportives
En 2011, il apparait dans le clip de Justin Moore "Bait A Hook". Il a également fait une apparition à la WWE en tant que Guest Host.
En 2017, il fait une apparition dans le film Logan Lucky (tourné en 2016) en compagnie de son coéquipier de l'époque Kyle Busch.